# Салманівське нафтогазоконденсатне родовище
Салманівське нафтогазоконденсатне родовище — найбільше з родовищ Гиданського півострова у Тюменській області Росії. Розташоване на східному узбережжі Обської губи, частково під її водами.

## Загальна інформація
Відкриття Утрєннєго родовища (попередня назва Салманівського) відбулося у 1979 році за результатами буріння пошукової свердловини № 259. В ході розвідувальних робіт виявлено 16 газових, 15 газоконденсатних, 2 нафтогазоконденсатні та 1 нафтовий поклад.
В 2011 році ліцензію на Салманівське та розташоване неподалік Геофізичне родовища придбала компанія "Новатек". Починаючи з 2012 року вона проводить тут додаткові розвідувальні роботи.
В результаті були вперше оцінені запаси родовища по стандартам SEC, які станом на 2012 рік складають 235 млрд м³ газу і 8,6 млн т рідких вуглеводнів.
В той же час за російською класифікаційною системою за категоріями С1+С2 запаси оцінюються у 34 млн т. нафти і конденсату (видобувні) та 767 млрд м³ газу.

## Розробка
Для розробки родовища обрали варіант спорудження заводу з виробництва зрідженого природного газу «Арктик ЗПГ 2» (можливо відзначити, що «Новатек» уже має подібний досвід завдяки будівництву на протилежному березі Обської губи заводу Ямал ЗПГ).
В другій половині 2023-го перша лінія заводу була встановлена на своєму місці та виробила тестову партію ЗПГ.